# 渡邊賢司
渡邊 賢司（わたなべ けんじ、1962年8月8日 - ）は、 日本の材料工学者。国立研究開発法人物質・材料研究機構特命研究員。

## 経歴
山梨県富士吉田市出身。1985年静岡大学理学部卒業。1990年北海道大学大学院理学研究科博士課程単位取得退学、沖電気工業入社。同年理学博士。1994年から旧・科学技術庁無機材質研究所（NIRIM）（現物質・材料研究機構）に所属。物質・材料研究機構機能性材料研究拠点電気・電子機能分野電子セラミックスグループ主席研究員を経て、2023年物質・材料研究機構電子・光機能材料研究センター特命研究員、物質・材料研究機構電子・光機能材料研究センター光学材料分野半導体欠陥制御グループNIMS招聘研究員。
専門は半導体物理工学で、谷口尚と共同で、六方晶窒化ホウ素の高純度化技術の開発に取り組む。2017年文部科学大臣表彰科学技術賞（研究部門）。2022年クラリベイト引用栄誉賞受賞。2023年ジェームス・C・マックグラディ新材料賞、市村学術賞貢献賞、茨城県表彰特別功労賞表彰受賞。2024年つくば賞、朝日賞受賞。
日本物理学会、応用物理学会会員。